# Tartanedo
Tartanedo község Spanyolországban, Guadalajara tartományban. Tartanedo Algar de Mesa, Milmarcos, Fuentelsaz, Tortuera, Rueda de la Sierra, Torrubia, Pardos, Guadalajara, Corduente, Establés, Mochales és Villel de Mesa községekkel határos. Lakosainak száma 157 fő (2024).

## Népesség
A település népessége az utóbbi években az alábbiak szerint változott:
| Lakosok száma | 198  | 174  | 160  | 148  | 167  | 152  | 140  | 140  | 144  | 157  |
|               | 2001 | 2004 | 2006 | 2009 | 2011 | 2014 | 2016 | 2019 | 2021 | 2024 |